# Kościół Narodzenia Najświętszej Maryi Panny w Rabacie
Kościół Narodzenia Najświętszej Maryi Panny (malt. Il-Knisja ta' Santa Marija ta' Ġesù, ang. Church of the Nativity of Our Lady), nazywany powszechnie ta' Ġieżu – jest to rzymskokatolicki kościół w Rabacie na Malcie. Kościół zbudowany w 1500, powiększony został w 1757. Przylega do niego klasztor Franciszkanów.

## Historia

### Budowa i powiększenie
Franciszkanie otwarli swój pierwszy klasztor męski na Malcie w Rabacie, kiedy przybyli na wyspę w 1492. Kościół zbudowany został kilka lat później, w 1500. Pierwszy Wielki Mistrz zakonu św. Jana na Malcie, Philippe Villiers de L’Isle Adam, miał swój pokój w klasztorze, gdzie zmarł w 1534. Pokój ten wciąż istnieje, w 2011 został odrestaurowany i udostępniony do zwiedzania. W 1757 kościół został powiększony, w czym pomogły darowizny z Włoch, Hiszpanii i Portugalii. Poświęcenie kościoła miało miejsce 31 października 1790.
Część kościoła oraz klasztor zostały odnowione w 2003.

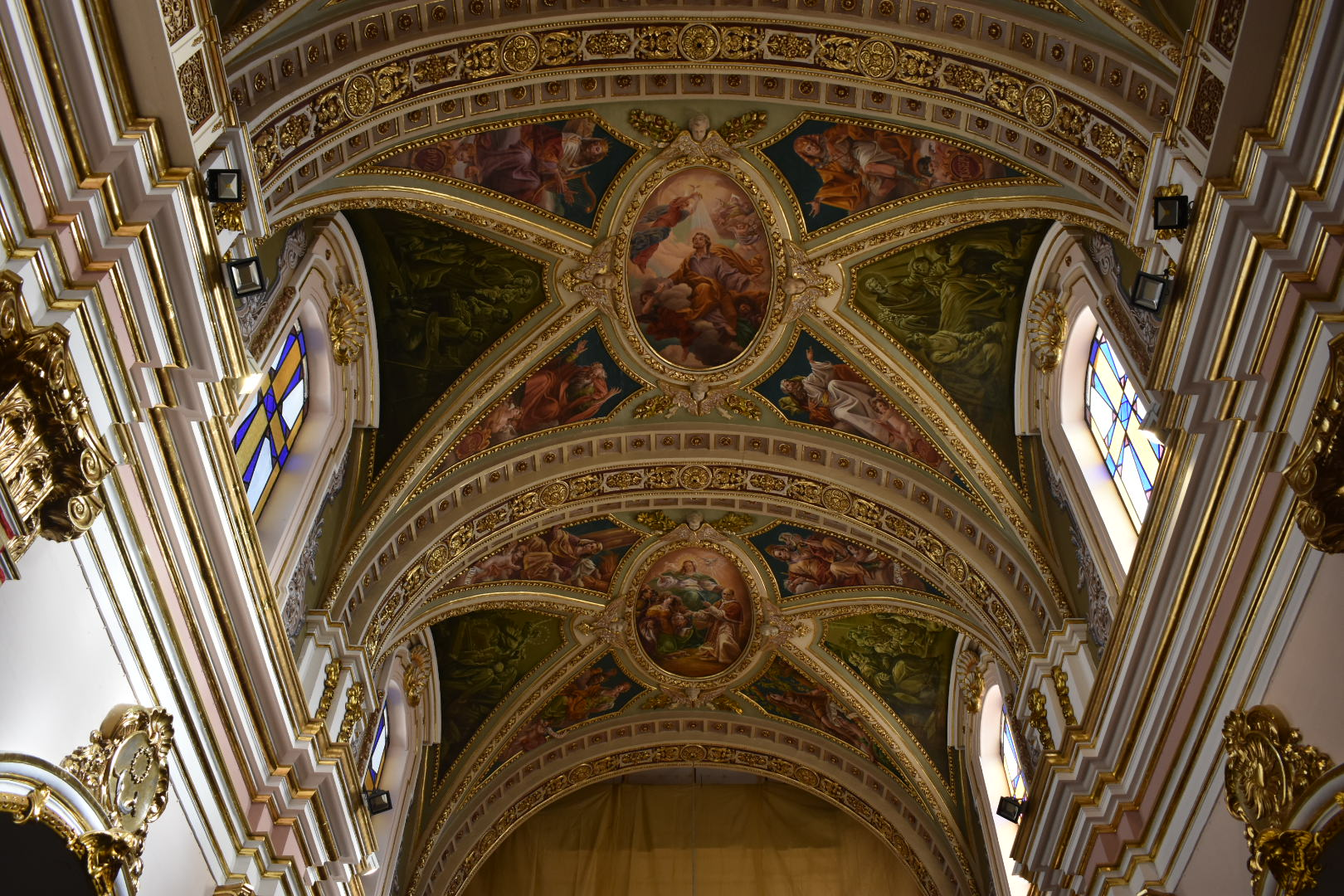
Freski we wnętrzu kościoła

### Katastrofa
We wczesnych godzinach rannych 23 sierpnia 2017 dwie drewniane belki, wspierające część kościelnego sufitu zawaliły się, wyrywając w nim dziurę i niszcząc freski. Spadający gruz uszkodził marmurowy ołtarz, kilka ławek i część oświetlenia. Na szczęście nikt nie został ranny, gdyż kościół był w tym czasie pusty. Budynek został na jakiś czas zamknięty, chociaż nie było bezpośredniego niebezpieczeństwa dalszego zawalenia. Bank of Valletta obiecał pomoc przy naprawie szkód i przywróceniu kościoła do poprzedniego stanu.
Trzy tygodnie po katastrofie zbudowany został tymczasowy sufit. Plany trwałych prac naprawczych pierwotnie brały pod uwagę możliwość budowy kopuły, która była w oryginalnym projekcie kościoła, lecz nie została nigdy zbudowana, lecz badania wykazały, że konstrukcja kościoła nie jest wystarczająco mocna, by utrzymać wagę kopuły. Sufit został odbudowany, i artysta Adonai Camilleri Cauchi ma przykryć podwieszony sufit nowymi freskami.

## Architektura
Kościół charakteryzuje się surową fasadą z centralną częścią główną, do której przylegają po obu stronach boczne. Część środkowa jest obramowana przez dwie pary pilastrów, które rozciągają się na wyższą kondygnację. Główne drzwi są prostokątne i otoczone dwoma pilastrami podtrzymującymi złamany fronton, z herbem, zwieńczonym pośrodku koroną. W każdej bocznej części znajduje się prostokątne pionowe okno z półkolistym naczółkiem. Na wyższym poziomie elewacja jest zespolona przez pilastry, które rozciągają się do dolnego poziomu. Podtrzymują one entablaturę i trójkątny fronton. Górna część fasady jest połączona z dolną za pomocą dwóch masywnych wolut po bokach.

## Ochrona wartości kulturowych
Kościół umieszczony jest na liście National Inventory of the Cultural Property of the Maltese Islands pod nr. 2357.